# SK Brann
SK Brann är en sportklubb i Bergen i Norge. SK Brann bildades den 26 september 1908 och hette från början Ski- og Fodboldklubben Brann. Klubben har blivit känd genom framför framgångarna i fotboll för herrar. I fotboll har herrarna vunnit det norska serimästerskapet säsongerna 1961/1962, 1963 och 2007, samt vunnit det norska cupmästerskapet 1923, 1925, 1972, 1976, 1982, 2004 och 2023. Några av klubbens mer kända spelare har varit Martin Andresen (med norska landslagsmeriter), Charlie Miller (skotte som spelade i Brann 2004-2006 med stor framgång).

## Spelare

### Spelartruppen
| Nr | Land    | Pos | Namn                     |
| -- | ------- | --- | ------------------------ |
| 1  | Norge   | MV  | Mathias Dyngeland        |
| 3  | Norge   | F   | Fredrik Pallesen Knudsen |
| 5  | Norge   | MF  | Sakarias Opsahl          |
| 6  | Danmark | F   | Japhet Sery Larsen       |
| 7  | Danmark | A   | Mads Hansen              |
| 8  | Norge   | MF  | Felix Horn Myhre         |
| 9  | Chile   | A   | Niklas Castro            |
| 10 | Danmark | MF  | Emil Kornvig             |
| 11 | Norge   | A   | Bård Finne               |
| 14 | Norge   | MF  | Ulrik Mathisen           |
| 15 | Norge   | F   | Jonas Torsvik            |
| 17 | Norge   | F   | Joachim Soltvedt         |

| Nr | Land    | Pos | Namn                    |
| -- | ------- | --- | ----------------------- |
| 18 | Danmark | MF  | Jacob Lungi Sørensen    |
| 19 | Island  | MF  | Eggert Aron Guðmundsson |
| 21 | Belgien | F   | Denzel De Roeve         |
| 22 | Island  | A   | Sævar Atli Magnússon    |
| 23 | Norge   | F   | Thore Pedersen          |
| 24 | Norge   | MV  | Mathias Klausen         |
| 25 | Norge   | MF  | Niklas Jensen Wassberg  |
| 26 | Norge   | F   | Eivind Helland          |
| 27 | Norge   | MF  | Mads Sande              |
| 32 | Norge   | MF  | Markus Haaland          |
| 41 | Norge   | MF  | Lars Remmem             |
| 43 | Norge   | F   | Rasmus Holten           |

### Utlånade spelare
| Nr | Land  | Pos | Namn                                           |
| -- | ----- | --- | ---------------------------------------------- |
|    | Norge | F   | Martin Hellan (i Stabæk till 31 december 2025) |